# Oļģerts Hehts
Oļģerts Hehts (Auce, 30 december 1931 – Auce, 16 september 2016) was een Sovjet basketbalspeler.

## Carrière
Hehts speelde bij SKA Riga. Ook speelde hij wedstrijden voor de Letse SSR. Met SKA werd hij drie keer Landskampioen van de Sovjet-Unie in 1955, 1957 en 1958. Ook won Hehts drie keer de FIBA European Champions Cup in 1958, 1959 en 1960. Hij won één keer de Spartakiade van de Volkeren van de USSR in 1956 met de Letse SSR. In 1960 stopte hij.

## Privé
Hehts was getrouwd met oud basketbalster Helēna Bitnere-Hehta.

## Erelijst speler
- Landskampioen Sovjet-Unie: 4
  - Winnaar: 1955, 1956, 1957, 1958
- FIBA European Champions Cup: 3
  - Winnaar: 1958, 1959, 1960
  - Runner-up: 1961
- Spartakiade van de Volkeren van de USSR: 1
  - Winnaar: 1956